# Одинадцята династія єгипетських фараонів
XI династія — одна з династій фараонів, що правили в Стародавньому Єгипті в кінці так званого  Першого перехідного періоду і на початку  Середнього царства в  XXII —  XX століттях до н. е. Походила з міста  Фіви, тому її називають Фіванською. Перші її представники були номархами  IV верхньоєгипетського нома. Однак поступово вони набрали силу і почали розширювати свої володіння, заснувавши фіванське царство в  Верхньому Єгипті, а потім і об'єднавши Єгипет у своїх руках, поваливши в середині XXI століття до н. е.  X (гераклеопольську) династію, що правила в  Мемфісі, і утворивши Середнє царство. Династія припинила існування в 1-й половині XX століття до н. е., коли владу отримав чаті Аменемхет I, що заснував XII династію.

## Історія
Час правління XI династії орієнтовно відносять до:
- 2160–1785 рр. до н. е. — за  І. Бікерманом.
- Бл. 2119–1794/93 рр. до н. е. — за Ю. фон Бекератом.
- Бл. 2080+16−1760 рр. до н. е. — за Е. Хорнунгом, Р. Крауссом і Д. Уорбертоном.

Манефон писав, що в XI династії було 16 фараонів, які царювали протягом 43 років. Однак ці відомості суперечать даним  Туринського царського списку, а також сучасним знахідкам. В даний час вважається, що в династії було 7 правителів, які правили в цілому 143 роки. При цьому династія в перший час правила паралельно IX і X гераклеопольскій династіям.
Першим достовірно відомим представником династії був  Ініотеф (Антеф) Старший, син Ікі, згадуваний у ряді написів. Однак першим фараоном династії вважається його син Ментухотеп I. Ю. фон Бекерат відносить початок його правління до 2119, Е. Хорнунг, Р. Краусс и Д. Уорбертон — к 2080+16.
Перші правителі династії спочатку були номархами в  IV верхньоєгипетському номі зі столицею в  Фівах. Однак вони поступово почали розширювати свої володіння, підпорядковуючи собі різні верхньоєгипетські номи. Ініотеф (Антеф) I, син Ментухотепа I, володів кількома верхньоєгипетськими номами і був вже досить самостійним правителем. Він носив кілька пишних титулів і привласнив собі хорове ім'я Сехертауі, претендуючи на титул фараона. Йому успадковував брат  Ініотеф (Антеф) II, який привласнив собі хорове ім'я Уаханх. Ініотеф Уаханх воював проти геліопольського царства. За час довгого (майже в 50 років) царювання приєднав кілька номів, включаючи стратегічно важливий  VIII верхньоєгипетський ном з центром в Абідосі. До кінця правління був фактичним правителем Верхнього Єгипту.
Надалі правителі Фіванського царства скористалися тим, що влада фараонів геліопольського царства ослабла. У підсумку Ментухотеп II на 39 році свого правління здобув перемогу над гераклеопольським фараоном і вперше з часів  VI династії об'єднав Єгипет.
Ментухотеп II і його наступник Ментухотеп III значно зміцнили царську владу, відновили будівництво храмів, а також організували кілька походів за межі Єгипту.
Останнім правителем династії був Ментухотеп IV. Обставини переходу влади до нової династії погано відомі. Аменемхет I, що заснував XII династію, був чаті Ментухотепа IV. Він або повалив фараона, узурпувавши владу, або успадкував престол через бездітність Ментухотепа IV.
Відомо кілька написів з іменами ще трьох фараонів, однак обставини і контрольовані ними території невідомі. Можливо вони були самозванцями.

## Список фараонів XI династії
| Ім'я                                   | Хронологія                          | Хронологія        | Зіставлення з древніми списками фараонів              | Зіставлення з древніми списками фараонів | Зіставлення з древніми списками фараонів | Зіставлення з древніми списками фараонів | Зіставлення з древніми списками фараонів | Примітки |
| Ім'я                                   | Е. Хорнунг, Р. Краусс, Д. Уорбертон | Ю. фон Бекерат    | Античні автори (цитуя Манефона)                       | «Туринський список»                      | «Саккарський список 2»                   | «Абідоський список 2»                    | «Карнацький список»                      | Примітки |
| Ініотеф Старший, Антеф син Ікі         | —                                   | —                 | Юлій Африкан вказує 16 фараонів, що правили 45 років. | —                                        | —                                        | —                                        | —                                        | Номарх Фів. Не входить в список фараонів. |
| Ментухотеп I                           | 1. 2080+16                          | 1. 2119–?         | Юлій Африкан вказує 16 фараонів, що правили 45 років. | 5.12. Теп[іа…]                           | —                                        | —                                        | 12. [Мен……]                              | Син Ініотеф Старший. Вважається першим фараоном династії. Правив в Фівах, але титулу фараона не носив. |
| Ініотеф (Антеф) I Сехертауі            | 2. ?–2067+16                        | 2. ?–2103         | Юлій Африкан вказує 16 фараонів, що правили 45 років. | 5.13. [………]                              | —                                        | —                                        | —                                        | Син Ментухотепа I. Першим з династії прийняв титул фараона з хоровим ім'ям Сехертауі. |
| Ініотеф (Антеф) II Уаханх              | 3. 2066–2017+16                     | 3. 2103–2054      | Юлій Африкан вказує 16 фараонів, що правили 45 років. | 5.14. [Уах-а]н[х Антеф…]                 | —                                        | —                                        | —                                        | Син Ментухотепа I. Використовував титул фараона з хоровим ім'ям Уаханх. Воював проти геліопольського царства. До кінця правління був фактичним правителем Верхнього Єгипту.                                 |
| Ініотеф III, Антеф III                 | 4. 2016–2009+16                     | 4. 2054–2046      | Юлій Африкан вказує 16 фараонів, що правили 45 років. | 5.15. [Нехет-неб-теп-нефер Антеф…]       | —                                        | —                                        | —                                        | Син Ініотефа II. |
| Ментухотеп II                          | 5. 2009–1959+16                     | 5. 2046–1995      | Юлій Африкан вказує 16 фараонів, що правили 45 років. | 5.16. Неб-хепет-ра […]                   | 37. Неб-хепет-ра                         | 57. Неб-хепет-ра                         | 29. Неб-хепет-ра                         | Син Ініотефа III. На 39 році свого правління захопив Мемфіс і об'єднав Єгипет, утворивши Середнє царство. Згідно Туринського списку царював 51 рік. Зміцнив королівську владу, відновив будівництво храмів. |
| Ментухотеп III                         | 6. 1958–1947+16                     | 6. 1995–1983      | Юлій Африкан вказує 16 фараонів, що правили 45 років. | 5.17. Сеанх-ка-[ра…]                     | 38. Сеанх-ка-ра                          | 58. Сеанх-ка-ра                          | 30. Сенефер-ка-ра                        | Син Ментухотепа II. Організував експедицію в Пунт. |
| Ментухотеп IV, Небтауіра               | 7. 1947–1940+16                     | 7. 1983–1976      | Юлій Африкан вказує 16 фараонів, що правили 45 років. | —                                        | —                                        | —                                        | —                                        | Син Ментухотепа III, останній фараон з династії. |
| Ініотеф Какара, Антеф Какара An(jotef) | —                                   | 1983-1976 ?       | Юлій Африкан вказує 16 фараонів, що правили 45 років. | —                                        | —                                        | —                                        | —                                        | Ймовірно самозванець, або претендент на трон. Точна ідентифікація часу і обставин правління неможлива. |
| Джиібхентра Ijibchentre                | —                                   | 1978/77-1974/73 ? | Юлій Африкан вказує 16 фараонів, що правили 45 років. | —                                        | —                                        | —                                        | —                                        | Ймовірно самозванець. Точна ідентифікація часу і обставин правління неможлива. |
| Сегерсені, Менехкара (Segerseni)       | —                                   | —                 | Юлій Африкан вказує 16 фараонів, що правили 45 років. | —                                        | —                                        | —                                        | —                                        | Ймовірно самозванець. Точна ідентифікація часу і обставин правління неможлива. |